# Fabienne Boulin-Burgeat
Pour les articles homonymes, voir Boulin et Burgeat.
Fabienne Boulin-Burgeat (née en 1951) est une personnalité française. Fille de l'homme politique Robert Boulin, elle milite pour éclaircir les circonstances de la mort de son père.

## Biographie
Fabienne Boulin naît le 3 septembre 1951 à Libourne, en Gironde du mariage de Robert Boulin et de Colette Lalande, son frère aîné est Bertrand Boulin.
À dix ans, elle échappe à une tentative d'enlèvement par l'Organisation de l'armée secrète. En 1960, elle manque de tenir le rôle-titre dans Zazie dans le métro, qui échoit finalement à Catherine Demongeot. Elle fait ensuite des études de médecine, de droit, puis d'ethnologie.
Son père meurt le 30 octobre 1979 ; depuis lors, elle milite pour faire admettre qu'il ne s'agissait pas — comme l'affirme la thèse officielle — d'un suicide, mais plutôt d'un « meurtre politique ». Elle se définit comme « têtue et idéaliste »,.
En avril 2011, elle annonce son intention de faire pratiquer à titre privé une expertise ADN sur l'ultime exemplaire d'une lettre signée de son père et adressée à plusieurs politiques et journalistes juste avant sa mort, la justice ayant toujours refusé les analyses ADN demandées par la famille.
En 2021, elle assigne l'État français pour « faute lourde » : elle accuse les deux magistrats instructeurs de Versailles de ne « pas travailler » pour faire avancer l’enquête.

## Ouvrage
- Le Dormeur du val, Paris, Don Quichotte, 2011, 316 p. (ISBN 978-2-35949-023-7, BNF 42356026).